# Finlândia nos Jogos Olímpicos de Inverno de 1932
A Finlândia competiu nos Jogos Olímpicos de Inverno de 1932, realizados em Lake Placid, Estados Unidos.